# Любовна история или трагедията на телефонистката
„Любовна история или трагедията на телефонистката“ (на сърбохърватски: Ljubavni slučaj ili tragedija službenice P.T.T.) е югославски експериментален филм от 1967 година на режисьора Душан Макавеев по негов сценарий в съавторство с Бранко Вучичевич.
Филмът има сложни жанрови характеристики, съчетавайки елементи на романтична драма и филм ноар с множество продължителни откъси с научно-популярно съдържание, но често се разглежда и като политическа сатира на материално и духовно ограничения живот в комунистическа Югославия. Главната сюжетна линия описва любовната връзка между санитарен инспектор и телефонистка, завършила с нейната смърт и преследването му от властите. Главните роли се изпълняват от Ева Рас, Слободан Алигрудич, Ружица Сокич, Миодраг Андрич.